# Cagnotte
Cagnotte är en kommun i departementet Landes i regionen Nouvelle-Aquitaine i sydvästra Frankrike. Kommunen ligger i kantonen Pouillon som tillhör arrondissementet Dax. År 2022 hade Cagnotte 778 invånare.

## Befolkningsutveckling
Antalet invånare i kommunen Cagnotte
Referens:INSEE